# Ombud
Ett ombud eller en representat är en bemyndigad person som genom fullmakt företräder någon annan. Den som lämnat fullmakten kallas huvudman eller fullmaktsgivare. Inom de områden som fullmakten beskriver har ombudet samma rätt som huvudmannen att till exempel teckna avtal, göra ansökningar eller ta emot handlingar. Ett ombud har därför större behörigheter än ett biträde som inte har den rätten.
En särskild typ av ombud är rättegångsombudet. För rättegångsombud i Sverige gäller bestämmelserna i 12 kapitlet rättegångsbalken.
En ombudsman är en person som har som yrke att vara ombud för en intressegrupp. Ombudsman är ett svenskt ord som har blivit inlånat av andra språk och har samma betydelse på exempelvis engelska och franska.